# Варнекаут
Варнекаут (Варнекаус; лат. Warnecautius; казнён в 596 или 597, Павия) — лангобардский герцог Павии до 596 или 597 года.

## Биография
О Варнекауте сообщается в «Истории лангобардов» Павла Диакона.
В средневековых источниках Варнекаут не называется дуксом (герцогом). Однако современные историки считают, что он мог обладать таким титулом и быть властителем Тицина (современная Павия). Предыдущим известным правителем этого владения был упоминавшийся в 570-х годах Забан.
В 590-е годы в Лангобардском королевстве произошли несколько крупных мятежей против короля Агилульфа. Их возглавляли знатные и влиятельные персоны: в 590—591 годах — герцог Мимульф из Сан-Джулио, в 591 или 592 году — герцог Ульфар Тревизский, в 596 или 597 году — герцоги Зангрульф Веронский и Гайдульф Бергамский. О причинах этих восстаний в средневековых трудах не сообщается. В 596 или 597 году мятеж против Агилульфа поднял и Варнекаут. Однако король захватил герцога в Павии и казнил.
Следующим после Варнекуата известным герцогом Павии был упоминавшийся во второй половине 610-х годов Сундрарит.